# Сара Урамуне
Сара Урамуне (фр. Sarah Ourahmoune, нар. 21 січня 1982, Севр, Франція) — французька боксерка, срібна призерка Олімпійських ігор 2016 року.

## Любительська кар'єра

### Чемпіонат світу 2012
- 1/32 фіналу:Перемогла Інгріт Валенсію (Колумбія) - 18-8
- 1/16 фіналу:Перемогла Тетяну Коб (Україна) - 21-11
- 1/8 фіналу:Програла Стойці Петровій (Болгарія)- 15-21

### Чемпіонат світу 2014
- 1/16 фіналу:Програла Сецілії Маркес (Бразилія) - 0-3

### Чемпіонат світу 2016
- 1/32 фіналу:Перемогла ХІ Бань Лі (В'єтнам) - 2-0
- 1/16 фіналу:Перемогла Амель Чеббі (Туніс) - TKO
- 1/8 фіналу:Перемогла Ануш Грігорян (Вірменія)- 3-0
- 1/4 фіналу:Перемогла Жень Цаньцань (Китай)- WO
- 1/2 фіналу:Програла Пімвілай Лаопім (Таїланд) - 1-2

### Олімпійські ігри 2016
- 1/8 фіналу:Перемогла Зохру Ез-Захрауї (Марокко)- 3-0
- 1/4 фіналу:Перемогла Жайну Шекербекову (Казахстан)- 3-0
- 1/2 фіналу:Перемогла Інгріт Валенсію (Колумбія) - 2-0
- Фінал:Програла Ніколі Адамс (Велика Британія) - 0-3